# 西博伊爾斯頓 (麻薩諸塞州)
西博伊爾斯頓（英語：West Boylston）是一個位於美國麻薩諸塞州烏斯特縣的鎮。

## 人口
根據2020年美國人口普查的數據，西博伊爾斯頓的面積為35.80平方千米，當中陸地面積為33.40平方千米，而水域面積為2.40平方千米。當地共有人口7877人，而人口密度為每平方千米220人。